# Мори Аринори
Мо́ри Арино́ри (яп. 森有礼, もりありのり, 23 августа 1847 — 12 февраля 1889) — японский политический и государственный деятель, дипломат. Министр культуры Японии (1885—1889), один из авторов новейшей системы образования Японии. Основатель университета Хитоцубаси. Член Токийской академии наук.

## Биография
Мори Аринори родился 23 августа 1847 года в южнояпонском княжестве Сацума в самурайской семье. Учился в школе Дзосикан и правительственной школе Кайсэйсё. В 1863 году Аринори пережил сацумско-британскую войну, а через два года, согласно тайному удельному указу, выехал на стажировку в Лондон. Позже он переехал в США, где заинтересовался христианством и сблизился с харизматичным лидером Томасом Лэйком Харрисом.
В 1868 году Аринори вернулся в Японию и сразу же был принят на службу реставрационным Императорским правительством на должность помощника Иностранной канцелярии. Он также вошёл в состав членов правительственного Центра изучения парламентской системы и Центра изучения школьной системы, но вскоре оставил их из-за неприятия предложения ликвидировать самурайские привилегии на ношение оружия.
В 1870 году Аринори был назначен помощником посла в США, где занимался поиском кредитов и развитием японско-американских культурных связей. Пребывая на должности, он издал на английском языке работы «Религиозная свобода в Японии» и «Японское образование».
В 1873 году Аринори вернулся на родину и получил назначение на должность старшего помощника Министерства иностранных дел. Вскоре его делегировали послом к китайской династии Цин, а потом назначили исполняющим обязанности заместителя министра иностранных дел Японии. В это же время Аринори основал с единомышленниками просветительское общество Мэйрокуся, которое пропагандировало среди японского общества идеи прав и свобод человека, а в 1875 году открыл Торговый коллегиум, будущий университет Хитоцубаси, с целью развития японской промышленности, коммерции и воспитания квалифицированных управленцев.
В 1879 году Аринори был назначен чрезвычайным и полномочным послом в Британскую империю. Он пытался отменить неравноправный японско-британский договор, подписанный в 1858 году, но успеха в этом деле не достиг.
Летом 1882 года Аринори встретился с Ито Хиробуми в Париже, где обговорил с ним тему модернизации системы образования в Японии. В 1884 году, после возвращения домой, он получил назначение на должность члена Императорского совета и исполняющего обязанности председателя Министерства культуры и полностью посвятил себя реформированию японской образовательной системы. В 1885 году Аринори занял в нём кресло министра культуры.
В 1886 году Аринори начал реформу образования и опубликовал от имени японского правительства ряд указов о системе организации школ. Последние стали делиться на начальные, средние и высшие. Он также основал систему наивысших Императорских университетов. Особое внимание министр уделял воспитанию образовательных кадров, поэтому создал общенациональную сеть педагогических школ. Также он ввёл в учебных заведениях обязательные занятия физкультурой.
За три года своего пребывания на посту Аринори объездил почти всю Японию — от региона Тохоку до Окинавы. Он выступал с просветительскими лекциями, объясняя необходимость вестернизации традиционного образования. Однако запал министра воспринимался прохладно его подчинёнными, а его указы вызывали критику изоляционистов. Противники называли реформатора «призраком из Мэйрокуси», играя на схожести прочтения иероглифов «Аринори» с японским словом «юрэй» — «призрак».
Аринори был убит — 11 февраля 1889 года, в день провозглашения Конституции Японской Империи, его зарубил изоляционист Нисино Бунтаро, утверждавший, что политик нарушил религиозный протокол при посещении храма Исэ, и на следующий день он умер.

## Цитаты
- Наместнику китайской провинции Чжили Ли Хун-чжану: «Трактаты подходят для обычных торговых отношений. Но великие национальные решения определяются соотношением сил народов, а не трактатами»[4]
- «Наша страна должна из третьеразрядной стать второразрядной, а потом перейти в первый ряд и в конце концов стать ведущей державой мира»[5]
- «Японские школы созданы на благо нации, а не учащихся»[6].